# Línia Reus-Salou
La línia Reus-Salou, coneguda com el Carrilet de Reus a Salou o Tren de Salou, era una línia de ferrocarril que unia les ciutats de Reus i Salou. La línia va ser construïda i explotada per la companyia Companyia Reusenca de Tramvies (o Societat del Tramvia Econòmic de Reus a Salou) entre 1887 i 1975.

## Descripció
La línia de 8,2 km era de via estreta i el material rodant era de vapor fins al 1966, que va ser reemplaçat per trens dièsel. El trajecte tenia una durada de 20 minuts i el transport de mercaderies es va compatibilitzar amb el transport de viatgers. A Reus iniciava el recorregut al raval Robuster i baixava per l'avinguda de Jaume I fins a l'estació de Reus Mercaderies, a prop del mercat del Carrilet.
El Carrilet va ser el primer transport cap a la platja a principis del segle XX i es va popularitzar molt entre els reusencs, els únics que visitaven aquelles zones de platja quan el turisme estranger encara no havia arribat. A Reus també tenia funció de tramvia urbà. Amb l'establiment de línies d'autobusos i la difusió dels vehicles privats va anar disminuint progressivament el seu ús fins a la seva desaparició el novembre de 1975, quan es tanca la línia per a fer unes millores, que no es van arribar a materialitzar.

## Història

### Cronologia

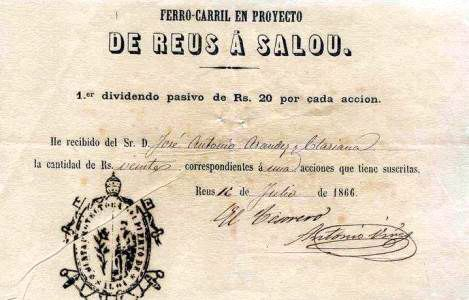
Accions del carrilet de Reus a Salou

- 1883: Es constitueix Companyia Reusenca de Tramvies.
- 1885: CRT obté la concessió per la construcció del Ferrocarril de Reus a Salou.
- 1887: S'inaugura la línia.
- 1966: Es reemplaça el material rodant de vapor per dièsel.
- 1975: Es tanca la línia temporalment.
- 1976: La Direcció d'Obres Públiques certifica que les instal·lacions i materials eren inservibles.

### Antecedents i inauguració
Reus tenia la necessitat d'un mitjà de transport que permetés dur les mercaderies al port de Salou i evitar l'import del Port de Tarragona. El 1875 es va atorgar una concessió per una línia a tracció a sang a Sebastià Cabot i Antonio Fusté, posteriorment van demanar el canvi d'ample i tracció a vapor i se'ls va demanar formular una nova sol·licitud.
El 1885 es va autoritzar a la Companyia Reusenca de Tramvies la construcció d'un ferrocarril econòmic entre Reus i Salou. Molts ciutadans de la ciutat de Reus van col·laborar en l'accionariat de l'empresa.
La línia es va inaugurar el 23 de juny de 1887. El 1966 va transportar 850.000 passatgers.

### Clausura
El novembre de 1975 la línia es va tancar provisionalment per reformar la línia amb un pressupost de 15 milions de pessetes. El fet que hi hagués un projecte d'un Tren Vertebrat, entre Reus i Salou, inventat per Alejandro Goicoechea (inventor de Talgo) podria ser una de les raons per les quals la concessionària CRT finalment decidís no invertir en la línia. Goicoechea creia que els sistemes d'aquella època eren molt cars perquè eren pesants i de grans dimensions i poca seguretat. Hi havia diversos projectes d'aquest tipus però ell mateix va dir que "hi havia molts projectes però poques realitats". El cost es va quantificar en uns 100 milions de pessetes amb una duració de treballs de 18 mesos. Un dels aspectes que més va agradar va ser que no entorpia el trànsit. El projecte no se sap perquè no va acabar de dur-se a terme.
El servei va ser reemplaçat per autobusos de Hispania, empresa que havia comprat el carrilet a principis de la dècada de 1970. Un any més tard de la clausura la Direcció d'Obres Públiques va inspeccionar les instal·lacions i materials i va certificar que eren inservibles. La conversió de la carretera de Reus a Salou en autovia va ocupar els terrenys del ferrocarril.

## Cultura popular
- L'any 1987 es va celebrar el centenari del carrilet, amb la participació de l'Associació d'Amics del Ferrocarril de Reus.
- Barri del Carrilet i Mercat del Carrilet, perquè hi havia antigament una de les estacions reusenques del Carrilet,[1] i en el qual una màquina de vapor serveix com recordatori.
- L'antiga estació de Salou s'ha convertit en un espai infantil.[7]
- Una màquina es conserva a un carrer de la ciutat de Reus, que ha estat batejat com Avinguda del Carrilet, just on era l'estació.[8]